# 明日への記憶
「明日への記憶」（あすへのきおく）は2010年9月22日に発売された、エレファントカシマシの40枚目のシングル。

## 内容
- 前作より4ヶ月ぶりとなるリリース。本作を皮切りに3ヶ月連続リリースがスタート。
- 今作は初回限定盤はなし。次作シングル「いつか見た夢を/彼女は買い物の帰り道」とのダブル購入特典として、スペシャルコンテンツが見られるパスワードが封入されている。

## 収録曲
作詞・作曲：宮本浩次
1. 明日への記憶 (6:12)
編曲：エレファントカシマシ・蔦谷好位置
弦編曲：蔦谷好位置
2. 歩く男(5:12)
編曲：宮本浩次
3. 明日への記憶 (acoustic ver.) (6:03)
4. 明日への記憶 - instrumental (6:12)
5. 歩く男 - instrumental (5:12)